# لیک سیتی (ایلینوی)
لیک سیتی (به انگلیسی: Lake City) یک منطقهٔ مسکونی در ایالات متحده آمریکا است که در شهرستان مولتری، ایلینوی واقع شده‌است. لیک سیتی ۲۱۰٫۰۱ متر بالاتر از سطح دریا واقع شده‌است.